# كوري كلارك
كوري كلارك (بالإنجليزية: Corey Clark)‏ هو لاعب كرة قدم أمريكية أمريكي، ولد في 21 يونيو 1984 في Spring Branch, Comal County, Texas ‏ في الولايات المتحدة.

## وصلات خارجية
- كوري كلارك على موقع مرجع كرة القدم المحترفة.كوم (الإنجليزية)